# Liste der Kulturdenkmale in Radolfzell am Bodensee
In der Liste der Kulturdenkmale in Radolfzell am Bodensee sind Bau- und Kunstdenkmale in der Stadt Radolfzell am Bodensee verzeichnet.
Im Folgenden werden nur die bereits festgestellten Denkmale aufgeführt.

## Allgemein
- Bild: Zeigt ein ausgewähltes Bild aus Commons, „Weitere Bilder“ verweist auf die Bilder im Medienarchiv Wikimedia Commons.
- Bezeichnung: Nennt den Namen, die Bezeichnung oder die Art des Kulturdenkmals.
- Lage: Straßenname und Hausnummer oder Flurstücknummer des Kulturdenkmals, gegebenenfalls auch den Ortsteil. Die Grundsortierung der Liste erfolgt nach dieser Adresse. Der Link (Karte) führt zu verschiedenen Kartendiensten mit der Position des Kulturdenkmals. Fehlt dieser Link, wurden die Koordinaten noch nicht eingetragen. Sind diese bekannt, können sie über ein Tool mit einer Kartenansicht einfach nachgetragen werden. In dieser Kartenansicht sind Kulturdenkmale ohne Koordinaten mit einem roten bzw. orangen Marker dargestellt und können durch Verschieben auf die richtige Position in der Karte mit Koordinaten versehen werden. Kulturdenkmale ohne Bild sind an einem blauen bzw. roten Marker erkennbar.
- Datierung: Baubeginn, Fertigstellung, Datum der Erstnennung oder grobe zeitliche Einordnung entsprechend des Eintrags in der zuständigen Denkmaldatenbank (Landesamt für Denkmalpflege Baden-Württemberg).
- Beschreibung: Kurzcharakteristik des Kulturdenkmals.

## Kulturdenkmale der Stadt Radolfzell
| Bild           | Bezeichnung                  | Lage                                      | Datierung        | Beschreibung                       | ID |
| -------------- | ---------------------------- | ----------------------------------------- | ---------------- | ---------------------------------- | -- |
|                | Kapelle                      | Böhringen, Friedensstraße 14 (Karte)      | 1723–1912        | Kapelle                            | BW |
|                | St. Nikolaus                 | Böhringen, Singener Straße 16 (Karte)     | 18. Jh.          | Kirche                             |    |
|                | Gut Weiherhof                | Böhringen, Weiherhof 1 (Karte)            | 19. Jh.          | Hofgut                             | BW |
|                | St. Ulrich und Pelagius      | Güttingen, Badener Straße 4 (Karte)       | 1735–20. Jh.     | Kirche                             | BW |
|                | Schwedenschanze              | Güttingen, Hinter der Schanz (Karte)      | 1632             | Schanzanlage                       | BW |
|                | St. Georg                    | Liggeringen, Bodanrückstraße 15 (Karte)   | 1711–1905        | Kirche                             | BW |
| Weitere Bilder | St. Laurentius               | Markelfingen, Laurentiusstraße 11 (Karte) | 15. Jh.–1842     | Chorturmkirche                     |    |
|                | Herz-Jesu-Kapelle            | Möggingen, Klosterweg 1 (Karte)           | 1916–1919        | Mausoleum                          |    |
|                | St. Gallus                   | Möggingen, Liggeringer Straße 5 (Karte)   | ca. 1000–19. Jh. | Kirche                             |    |
|                | RIZ-Gebäude                  | Radolfzell, Fritz-Reichle-Ring 6 (Karte)  | 1935–1937        | Ehem. Kaserne                      | BW |
| Weitere Bilder | Konzertsegel                 | Radolfzell, Karl-Wolf-Straße 1 (Karte)    | 1987–1989        |                                    |    |
| Weitere Bilder | Radolfzeller Münster         | Radolfzell, Marktplatz 4 (Karte)          | 1436–1555        |                                    |    |
| Weitere Bilder | Österreichisches Schlösschen | Radolfzell, Marktplatz 8 (Karte)          | 1619–18. Jh.     |                                    |    |
|                | Seehalde/Villa Scheffel      | Radolfzell, Scheffelstraße 14 (Karte)     | 1872–1873        | Villa, Architekt: Josef Durm       | BW |
|                | Villa Windschief             | Radolfzell, Seestraße 2 (Karte)           | 1543             | Handwerker-/Fischerhäuschen        |    |
|                | Bankgebäude                  | Radolfzell, Tegginger Straße 16 (Karte)   | um 1930          | Bankgebäude, Architekt: Tezlaf     | BW |
|                | St. Zeno                     | Stahringen, Zum Böhlerberg 7 (Karte)      | 1834–1835        | Kirche, Architekt: Heinrich Hübsch |    |